# Виллем I (граф Голландии)
Виллем I (нидерл. Willem I van Holland; ок. 1167 — 4 февраля 1222) — граф Голландии с 1203. Младший сын Флориса III и Ады Хантингдон.

## Биография
Виллем вырос в Шотландии. В 1189—1190 вместе с отцом участвовал в Третьем крестовом походе, во время которого Флорис III умер (в 1190, в Антиохии). Вернувшись домой, восстал против своего брата Дирка VII. В 1195 потерпел поражение, после чего помирился с братом и стал синьором Фрисландии, которая считалась частью графства Голландия.
В 1203 Голландию унаследовала дочь Дирка VII Ада. Виллем стал оспаривать права своей племянницы. Началась гражданская война, продолжавшаяся несколько лет, в которой Аду и её мужа Луи II поддерживали епископы Льежа и Утрехта и граф Фландрии. На стороне Виллема были герцог Брабанта и большинство населения Голландии. В 1206 году по договору в Брюгге он признал за Адой и Луи графские титулы, и договорился о том, что оставляет себе Зеландию и земли вокруг Гертрёйденберга, однако на самом деле продолжил править всем графством.
Поскольку Виллем был сторонником Вельфов, император Оттон IV в 1208 признал его в качестве графа Голландии. Однако после состоявшейся в 1214 году битвы при Бувине Виллем перешел на сторону Фридриха II.
Он участвовал во французской экспедиции против английского короля Иоанна Безземельного, крестовом походе против пруссов, в завоевании Алькасера. В Европе его называли Виллем Сумасшедший за его отчаянное поведение в сражениях. Во время Пятого Крестового похода Виллем завоевал город Дамиетта.
В правление Виллема I в Голландии начались ирригационные работы по осушению болот, строительству дамб.

Герб графов Голландии.

Виллем I пожаловал городские права Гертрёйденбергу (1213), Дордрехту (1217), Мидделбургу (1220) и, возможно, Лейдену. Это способствовало развитию торговли.

## Семья и дети
Граф Виллем был женат дважды. Первый раз, в 1197 — на Аделаиде, дочери графа Гелдернского Оттона I. Аделаида умерла 12 февраля 1218 года, когда Виллем был в Крестовом походе. По возвращении, в июле 1220, он женился на вдове императора Оттона IV Марии Брабантской, дочери герцога Генриха I и Матильды Фландрской.
Дети (от первой жены):
- Флорис IV (24 июня 1210 — 19 июля 1234) — граф Голландии
- Оттон III (ум. 1249) — епископ Утрехта, регент Голландии в 1238—1239
- Виллем (ум. 1238) — регент Голландии в 1234—1238
- Рихард (ум. 1262)
- Ада (ум. 1258) — с 1239 года аббатиса в Рейнсбурге.